# Miombograszanger
De miombograszanger (Cisticola woosnami) is een zangvogel uit de familie Cisticolidae. Deze vogel is genoemd naar zijn ontdekker, de Britse legerofficier en verzamelaar Richard Bowen Woosnam (1880-1915).

## Verspreiding en leefgebied
Deze soort komt voor in het oostelijk-centraal Afrika en telt twee ondersoorten:
- C. w. woosnami: van noordoostelijk Congo-Kinshasa en Oeganda tot centraal Tanzania.
- C. w. lufira: zuidoostelijk Congo-Kinshasa, Zambia, zuidwestelijk Tanzania en noordelijk Malawi.

## Status
De grootte van de populatie is niet gekwantificeerd maar de soort wordt omschreven als plaatselijk algemeen. Op de Rode lijst van de IUCN heeft deze soort de status niet bedreigd.